# Міжнародно-правові теорії
Міжнародно-правові теорії — різноманітні теоретичні та методологічні підходи, що використовуються для пояснення й аналізу змісту, формування та ефективності міжнародного публічного права та інститутів. Деякі підходи зосереджуються на питанні про відповідність: чому держави слідують міжнародним нормам у відсутності примусової влади, що забезпечує їх дотримання. Інші підходи зосереджуються на проблемі формування міжнародних правил: чому держави добровільно дотримуються міжнародно-правових норм, які обмежують свободу їх дій, за відсутності світового законодавчого органу. Іншою перспективою є орієнтована політика; вони розробляють теоретичні основи та інструменти критики існуючих правил і вносять пропозиції щодо їх поліпшення. Деякі з цих підходів засновані на внутрішній правовій теорії, інші носять міждисциплінарний характер, в той час як інші були розроблені спеціально для аналізу міжнародного права.

## Класичні підходи до міжнародного права

### Природне право
Багато ранніх теоретиків міжнародного права зосереджували увагу на аксіоматичних істинах, які на їх переконання, лежали в основі природного права. У 16 столітті прибічник ідеї природного права, Франциск де Віторія, професор теологій Університету Саламанки, досліджував питання війни, іспанську владу в Америці і права корінних американських народів.

### Еклектична теорія або концепція Гроція
Гуго Гроцій, голландський богослов, гуманіст і юрист, зіграв ключову роль у розвитку сучасного міжнародного права. У своїй праці «Про право війни і миру» (De jure Belli ac Pacis Libri Tres, «Three Books on the Law of War and Peace») 1625 року, виходячи з Біблії та теорії справедливої війни Августина Блаженного, він стверджував, що народи як і індивіди повинні керуватися універсальним принципом заснованим на моралі та божественній справедливості. На основі внутрішнього договірного права він стверджував, що стосунками між державами повинен управляти закон народів (jus gentium), встановлений за згодою спільноти націй на підставі принципу pacta sunt servanda, тобто на підставі дотримання зобов'язань. Зі свого боку, Християн фон Вольф стверджував, що міжнародна спільнота має бути світовою наддержавою (civitas maxima), маючи владу над державами-членами. Еммеріх де Ваттель відкинув цю точку зору і стверджував замість цього рівність держав, проголошену природним правом 18-го століття. У Le droit des gens Ваттель припустив, що право народів складається зі звичаю і закону, з одного боку, та природного права, з іншого.
У 17 столітті основні думки Гроція або еклектичної школи, особливо доктрина правової рівності, територіального суверенітету і незалежності держав стали основоположними принципами європейської політичної та правової системи і були закріплені в угодах Вестфальського миру 1648 р.

### Юридичний позитивізм
Рання позитивістська школа підкреслила важливість звичаїв і договорів, як джерел міжнародного права. Ранньо-позитивістський вчений Альберіко Гентілі дотримувався історичного твердження, що позитивне право (право voluntarium) визначали за загальною згодою. Інший позитивістський вчений, Річард Зуше, видав першу наставову міжнародного права в 1650 році.
Юридичний позитивізм став домінуючою правовою теорією 18-го століття і знайшов своє відображення у міжнародно-правовій філософії. У той час, Корнеліус ван Бінкершойк стверджував, що основою міжнародного права були звичаї і договори, які зазвичай укладалися різними державами. Джон Джейкоб Мозер підкреслив важливість державної практики в галузі міжнародного права. Георг Фрідріх фон Мартенс, опублікував перше систематичне керівництво з позитивного міжнародного права.
У 19-му столітті, позитивістська правова теорія стала ще більш домінуючою через націоналізм і гегелівську філософію. Міжнародний комерційний закон став гілкою внутрішнього законодавства: міжнародне приватне право, окремо від міжнародного публічного права. Позитивізм звузив діапазон міжнародної практики, яка може кваліфікуватися як закон, на користь раціональності над мораллю і етикою. 1815 Віденський конгрес ознаменувала офіційне визнання політичної і міжнародно-правової системи, заснованої за умовами Європи.
Сучасні правові позитивісти вважають міжнародне право, як єдину систему правил, що залежить від волі держав. Міжнародне право є «об'єктивною» реальністю, що слід відрізняти від права ". Позазаконні аргументи, тобто, аргументи, які не мають текстову, системну або історичну основу на закон, вважаються невідповідними до правового аналізу. Існує тільки важкий закон, а не м'яке право. Критика позитивістської міжнародно-правової теорії включає його жорсткість, акцентує на державній згоді, без урахування інтерпретації.

## Міжнародні відносини— Міжнародні правові підходи
Правознавці зробили висновок з чотирьох основних шкіл в галузі політології та міжнародних відносин: реалізм, лібералізм, інституціоналізм і конструктивізму, вивчили, на основі міждисциплінарного підходу, зміст правових норм та інститутів, щоб пояснити, чому і як правові інститути утворилися, як їм бути і в чому полягає їх ефективність. Ці методи змусили деяких вчених переосмислити міжнародне право в цілому.

### Реалізм
Реалізм стверджує, що в анархічній міжнародній системі, держави замкнені у вічній боротьбі за виживання, яка зобов'язує їх максимізувати їхню відносну потужність, для збереження своєї території та існування. Оскільки міжнародне співробітництво можливе лише доти, доки воно реагує на їх максимальну корисливість для своєї влади і перспективи виживання, держави не продовжують співпрацю на основі нормативних зобов'язань. Згідно з правознавцями реалістами, держави взяли ті міжнародні правові норми, які або посилюють свою владу, щоб формалізувати підпорядкування слабких держав, або вони мають намір порушувати їх свідомо на свою користь. Міжнародне право таким чином стосується тільки периферійних питань, які не впливають на владу або автономію держав. Отже, для реалістів, міжнародне право є «незначним вирахуванням зобов'язань».
У реалізмі, деякі вчені запропонували «теорію порядку», згідно з якою міжнародні правові норми ефективні, оскільки вони «встановлюють чіткі правила, підвищують контроль за додержанням колективних процедур покарання за порушення, тим самим підвищують стримування і примус для ефективного та стабільного балансу сил». Таким чином, спостерігається взаємна роль санкцій. Морров, наприклад, зазначає, що:
міжнародна політика в наш час, як правило, не визнає ніякої влади над національною державою. Договори між державами підлягають виконанню тільки самими державами. Це припущення анархії представляє парадокс угод з обмеження насильства у воєнний час. Взаємність слугує основним інструментом для забезпечення дотримання угод у міжнародній політиці. Виконання договору покладено на самі сторони. Сторони мають можливість реагувати відповідними санкціями за порушення угоди. Загроза взаємних санкцій може бути достатньою, щоб запобігти порушення, і тому угоди мають бути забезпечені в міжнародній політиці.

### Лібералізм
На основі Ліберальної теорії міжнародних відносин, деякі вчені стверджують, що позиція держав до міжнародного права визначається їх внутрішньою політикою і, зокрема, по агрегації переваги ключових вітчизняних окремих осіб і груп по відношенню до права. Таким чином, демократичні держави, мають представницький уряд, частіше, ніж недемократичні держави, для прийняття право-регулювання як внутрішньої, так і міжнародної політики, а скоріше, щоб прийняти і дотримуватися норм міжнародного права. Крім того, демократичні суспільства пов'язані складною мережею міждержавних, транснаціональних і міжурядових відносин так, що обидві їх зовнішньополітичні бюрократії і їхні громадянські суспільства зацікавлені в просуванні та зміцненні транснаціонального співробітництва шляхом створення та дотримання міжнародно-правових норм.
Отже, прийняття та дотримання міжнародних правових норм серед демократичних держав має бути легше і більш мирним, ніж дотримання норм міжнародного права серед недемократичних держав. У зв'язку з цим наголошується на тому, що:
Угоди, укладені між ліберальними державами, швидше за все, можуть бути укладені в атмосфері взаємної довіри, необхідної умови, якій сприятимуть будь-які органи. Режим правозастосування контактує з традиційним «горизонтальним» режимом за участю відповідальності держав та їх взаємністю.

### Раціональний вибір і теорія ігор
Такий підхід до права відноситься теорії або економіки, щоб визначити правові наслідки максимальної поведінки всередині і поза ринками. Економіка вивчається в обмежених умовах. Раціональний вибір припускає, що окремі суб'єкти прагнуть максимізувати свої переваги. Економічні методи включають теорію цін, яка оцінює стратегічну взаємодію між учасниками. Угода витрат економіки, яка включає у вартість ідентифікації учасників, переговори, і витрати на забезпечення дотримання угод в теорії цін.
Суспільний вибір відносить економічні інструменти до проблем зовнішніх ринків. Ці інструменти використовуються для опису та оцінки права. Використовуючи ці інструменти закони перевіряються на економічній практиці. Цей підхід потребує прийняття законів, які максимізують багатство. Потенціал застосований до цього підходу буде починатися з інтерпретації на основі тексту. По-друге, чи є, чи не функціонує реальний «ринок» добре. По-третє, пропонуються способи поліпшення недосконалого ринку. Такий підхід може бути використаний для аналізу загальних правових питань, тому що він забезпечує окремі правила і повинен обґрунтувати їх використання. Цей підхід заснований на припущенні, що досконала конкуренція існує, і що люди будуть вести себе так, щоб максимізувати свої переваги.

### Міжнародний правовий процес
Класичний міжнародний правовий процес — це метод вивчення того, як міжнародне право практично застосовувалася, і як функціонує в міжнародній політиці, а також вивчення того, як міжнародне право може бути поліпшене. «Вона концентрується не стільки на експозиції правил та їх змісті, а також як міжнародні правові норми фактично використовуються творцями зовнішньої політики». МПП був розроблений у відповідь на «теорію реалістів міжнародних відносин»,, які зрозуміли, з початком холодної війни, незначну свою роль зіграло міжнародне право у міжнародних справах. МЮП вніс законну теорію в 1968 до журналу міжнародного правового процесу, в якому американський метод судового процесу був запроваджений для створення міжнародно-правового процесу. МПП описує принцип роботи міжнародно-правового процесу, а також формальні і неформальні способи, включені іноземними офісами у міжнародне право.
МПП також вимірює ступінь того як люди притягнуті до відповідальності за міжнародні конфлікти. У той час як МПП визнає, що міжнародне право не змушує діяти осіб, міжнародне право служить виправданням, обмеження.
Критика відсутності в МЮП нормативних ознак, призвело до появи нового МПП . Новий міжнародний правовий процес (НПП) включає в себе і закон і процес, та значення кожного суспільства відповідно. На відміну від американської правової системи, на його думку, нормативних ознак, крім демократії, таких як «… фемінізм, республіканізм, права та економіки, лібералізм, а також права людини, миру та захисту навколишнього середовища». НПП є унікальним у своїй гнучкості та адаптації до еволюційних цінностей . Цей компонент методу важливий, щоб дозволити зміну правових норм з плином часу.

## Перспективна політика

### Школа Нью-Хейвен
Школа Нью-Хейвен орієнтована на політику перспективи міжнародного права, відкрита С. Макдугал, Гарольдом Дуайт Лассуэлом, і Майклом Райзманом. Її передумови закладено в соціологічній юриспруденції Роско Паунда та реформістських амбіціях Американських Юридичних Реалістів. Згідно з підходом Школи Нью-Хейвен, юриспруденція — теорія про створення соціальних альтернатив. Первинні правознавчі та інтелектуальні завдання — розпорядження і застосування політики таким чином, щоб підтримувати порядок громади і одночасно досягти найвищих соціальних цілей. Такі нормативні соціальні цілі включають максимізацію загальних громадських цінностей, як, наприклад, багатство, освіта, навичка, благополуччя та чесність.
Головна мета Школи Нью-Хейвен — інтерпретація міжнародного права, як системи створення мінімального світового суспільного порядку, з подальшим прогресом у розвитку загальних цінностей.

### Критична Юриспруденція
Критична юриспруденція виникла, як правова теорія в Америці в 1970-х. Вона існує і донині, як метод аналізу міжнародного права з високо-теоретичної точки зору. Метод передбачає, обмежений характер міжнародного права, оскільки визначається мовою, яка до цих пір закріплена у традиційних структурах політики і влади. Вчені критичної юриспруденції стверджують, що ці структури влади можна знайти в бінарних документах, які існують на юридичній мові Визнаючи політичний аспект міжнародного права, ці вчені також стверджують, що універсальність неможлива. Критика цього методу передбачає, що дану радикальну практику неможливо впровадити. Це було успішним, якби не просування інших підходів до міжнародного права, оскільки це потребує глибокого аналізу мови.

### Підхід централізованого аналізу
Підхід централізованого аналізу є методом зображення ситуації з прав людини. Він починається з аналізу питань прав людини, шляхом побудови гіпотетично-ідеальної ситуації, в якій такі права застосовуються, стандарт, за яким можна порівняти реальну ситуацію. Підхід централізованого аналізу також досліджує, в якій мірі, і яким чином реальна ситуація відрізняється від ідеалу (або центральної справи).. Даний підхід більш складний, ніж традиційний метод аналізу. У бінарних термінах, права людини просто порушені або вони будуть затверджені. Це не зображує ступенів тяжкості порушення прав людини, що створює оманливе бачення ситуації. Джон Фінніс розробив концепцію центрального випадку, так як це застосовується до оцінки правових систем; Тай-Хен Чен був першим, хто застосував його до прав людини. Якщо використовується особами, які приймають рішення, підхід може бути ефективним в запобіганні порушень прав людини. Він враховує суспільно-політичні та соціальні ситуації разом з конкретними порушеннями прав людини. Це дозволяє виявити тенденції порушення прав людини, а також їх причини.
Глибина централізованого аналізу конкретних випадків показує різні ступені порушення прав людини, дозволяючи політикам зосередитися на найбільш актуальних тяжких випадках і формах зловживання. Підхід забезпечує точну й гнучку картину ситуації, яка знаходяться в стані зміни. У той час як бінарна оцінка буде зображувати, чи були порушені права людини в один момент часу, централізований аналіз може виявити зміщення в політичному та соціальному станах, які відображають більш точний стан прав людини.

### Феміністська теорія права
Феміністська теорія права критикує існуючу правову лексику і практику, стверджуючи, що це патріархальна, представляючи чоловіків як норму, а жінок — як відхилення від норми. Феміністські теоретики пропонують змінити юридичні формулювання, щоб зробити його більш широким для жінок, або повністю переосмислити закон, так що можна впровадити більш широкі соціальні цілі справедливості і рівності. Феміністська методи прагнуть розширити упередження, з яких написано міжнародне право, а зокрема те, що жінки більш уразливі, ніж чоловіки, і потребують особливого захисту відповідно до законодавства. Феміністський теоретик Гіларі Чарльзвоз критикує твердження жінок, як жертв, що потребують захисту від чоловіків, так і міжнародного права. Крім того, вона стверджує, що іронією домінування є те, що в той час як вона спрямована на особливий захист жінок, акцент робиться на захисті її честі, а не йде мова про захист її соціальних, культурних та економічних прав.

### ЛГБТ правова теорія
Лесбійки, геї, бісексуали і трансгендери/транссексуали (ЛГБТ) теорія міжнародного права є однією з найважливіших критичних шкіл, що продовжує розвиватися, як недоліки міжнародного права, що стосується інтеграції гомосексуальної теорії в теорії міжнародного права. У той час, як конвенція з прав людини, останнім часом почала узагальнювати рівність, у минулому — будь-які обговорення сексуальної орієнтації та гендерної ідентичності в основному залишалися недоторканими. ЛГБТ теорія міжнародного права зосереджено на включенні і визнанні про права ЛГБТ (і захисту осіб), а також інтеграції гомосексуальної теорії в галузі міжнародного права.
Як теорія ЛГБТ стала більш помітна в наукових роботах, міжнародних судів і міжнародних юридичних організацій (зокрема, Європейський Союз та Організація Об'єднаних Націй) розглядається дискримінація на робочому місці на основі сексуальності, питання, що випливають з визначення сім'ї стосовно гомосексуальних союзів, положення транссексуалів в питанні сексуальної орієнтації, необхідність визнання прав ЛГБТ відносно загальної пропаганди здоров'я і кризи ВІЛ / СНІДу, активне переслідування людей учасників гомосексуальних актів. Згідно вчення Ненсі Левіт, проблеми для гей-правової теорії носять двоякий характер: відхід від слабкості обох формальних теорій рівності і антисубординацій, а також розробки способів визнання сексуальних меншин, які зроблять їх більш прийнятними.

### Міжнародне право в Стародавньому Римі
Ідея міжнародного права за часів Римської імперії є складною. Багато вчених визначають міжнародне право, як «закон, що регулює відносини між суверенними державами». Будь-яка спроба знайти подібний аналог в римському праві, знайшли б логічною відправною точкою в jus gentium (право народів, право перегринів). Jus gentium введено в Римі, як позначення юридичних інститутів (таких як рабство), який використовувався в той час в більшості держав. Таке позначення закону в приватному праві, яке римська держава пов'язувала з окремими іноземцями, а не цілими народами. Однак, коли громадянство було надане всім вільним людям в імперії в 212 н. е. jus gentium перестав мати своє первісне визначення і замість цього стосувався вже держав в цілому. Дещо схоже на сучасне міжнародне право.

### Третій світ
Підхід третього світу до міжнародного права (TWAIL) є одним з найважливіших підходів у міжнародному праві, який не є «методом» в прямому сенсі питання «що таке закон». Швидше, це підхід до права, який об'єднує певний набір проблем та аналітичних інструментів, якими їх можна досліджувати. Це підхід пов'язують, перш за все, з історією міжнародного права та колоніальних народів. TWAIL взято багато понять з постколоніальних досліджень, феміністської теорії, критичних правових досліджень, марксистської теорії і критичної расової теорії. TWAIL вченні вважають, що пріоритетним в дослідженні є сила динамічного між Першим та Третім світом, а також роль міжнародного права в легітимації підкорення та пригніченні народів третього світу. TWAIL вчені намагаються уникати думки «третього світу» як єдиної та узгодженої системи, а використовувати термін для позначення народів, які мають загальний досвід відсталості та маргіналізації.